# Sonates KV 6-9 (Mozart)
 
Les quatre premières sonates pour clavecin avec accompagnement de violon, KV 6-9 de Wolfgang Amadeus Mozart sont parmi ses premières compositions. Elles ont été écrites par Mozart enfant entre 1762 et 1764, et constituent une initiation de Mozart à bien des égards: par exemple, ce sont ses premières œuvres qui intègrent le violon, les premières écrites pour plus d'un instrument, les premières comportant plus d'un mouvement et les premières ayant la forme sonate. En fait, toutes les compositions de Mozart avant ces quatre sonates étaient de courtes pièces pour clavier seul.
Mozart avait entre six et huit ans quand il a composé ces œuvres. Ainsi, de nombreux experts estiment qu'elles ont été mises par écrit sous la dictée de l'enfant par son père, Leopold : ces quatre œuvres autographes sont de la main de Leopold.
Toutes les premières sonates pour violon de Mozart sont des sonates écrites pour clavier avec accompagnement de violon, un fait qui est confirmé par le titre des quatre œuvres KV 6-9: « Sonates pour le clavecin qui peuvent être jouées avec accompagnement de violon ». Ainsi, il est tout à fait légitime d'interpréter ces œuvres au clavier seul.
En composant ces sonates, le petit Mozart a pu être influencé par la musique du compositeur et interprète allemand Johann Schobert, qui a vécu et travaillé à Paris quand la famille Mozart y est arrivée en novembre 1763. Schobert, en fait, avait déjà publié une série de sonates pour clavier avec accompagnement de violon, qui peut-être ont servi de modèle pour le jeune Mozart.

## Sonate en Do majeurno1, KV 6
La date et le lieu précis de composition de cette sonate ont fait l'objet de débats: certains pensent qu'elle a été écrite à Salzbourg, la ville natale du petit Mozart, en 1762 ou 1763; d'autres proposent qu'elle a été composée à Paris en 1763 ou 1764, durant la première visite de Mozart dans cette ville. Dans tous les cas, elle a été publiée à Paris en février 1764, avec l'autre sonate pour violon, KV 7, comme l'«opus 1» de Mozart.
Elle comporte quatre mouvements:
1. Allegro, en Do majeur,  à , 56 mesures, 2 sections répétées 2 fois (mesures 1 à 26, mesures 27 à 56)
2. Andante, en Fa majeur, à 
, 49 mesures, 2 sections répétées 2 fois (mesures 1 à 24, mesures 25 à 49)
3. Menuetto I et II, en Do majeur (Menuet II en Fa majeur), à 
, 16 + 22 mesures
4. Allegro molto, en Do majeur, à 
, 115 mesures, 2 sections répétées 2 fois (mesures 1 à 44, mesures 45 à 115)

Le clavier et le violon interagissent de différentes manières au cours de la pièce: le violon se fait l'écho de la mélodie du clavier ou les deux dialoguent. Parfois, le violon répète la mélodie pendant que le clavier joue la basse. C'est une œuvre au caractère vif et joyeux, dans laquelle Mozart emploie avec réussite la basse d'Alberti.
Durée : environ 14 minutes.
Le Nannerl Notenbuch contient des versions pour clavier seul des premiers trois mouvements de cette sonate. On pense que les deux premiers mouvements et le Menuetto I du troisième ont été notés dans le Notenbuch par Leopold à Bruxelles en 1763. Une version pour clavier seul du Menuetto II (ainsi qu'une version pour clavier du troisième mouvement de la Serenata en ré majeur de Leopold) se trouve dans le Notenbuch écrite par Leopold, avec le commentaire «di Wolfgango Mozart d. 16e Julÿ 1762»; Mozart était à Salzbourg à cette date.

## Sonate en Ré majeurno2, KV 7
L'œuvre a été publiée au cours de la tournée européenne de la famille Mozart, plus précisément à Paris en janvier 1764. Associée à la sonate KV 6, le père de Mozart, Leopold, l'a publiée comme l'Opus 1 de son fils et les a dédicacées à Madame Victoire de France, fille de France. Une série postérieure de sonates, écrites entre 1777 et 1778, a également été publiée comme Opus 1. 
Elle comporte trois mouvements:
1. Allegro molto, en Ré majeur, à , 80 mesures, 2 sections répétées 2 fois (mesures 1 à 36, mesures 37 à 80)
2. Adagio, en Sol majeur, à 
, 46 mesures, 2 sections répétées 2 fois (mesures 1 à 22, mesures 23 à 46)
3. Menuetto I et II, en Ré majeur (Menuet II en Ré mineur), à 
, 22 + 18 mesures

Durée : environ 9 minutes.

## Sonate en Si bémol majeurno3, KV 8
Composée à la fin de 1763 et publiée en 1764 à Paris comme Op. 2, no 1. Dans le Nannerl Notenbuch, apparaît une version de cette œuvre pour clavier seul sous le titre Allegro en Si bémol majeur. 
La sonate comporte trois mouvements:
1. Allegro, en Si bémol majeur,  à , 69 mesures, 2 sections répétées 2 fois (mesures 1 à 29, mesures 30 à 69)
2. Andante grazioso, en Fa majeur, à 
, 30 mesures, 2 sections répétées 2 fois (mesures 1 à 8, mesures 9 à 30)
3. Menuetto I et II, en Si bémol majeur (Menuetto II en Si bémol mineur), à 
, 28 + 20 mesures

Durée: environ 12 minutes.

## Sonate en Sol majeurno4, KV 9
Composée et publiée en 1764 à Paris comme Op. 2, no 2. 
Elle comporte trois mouvements:
1. Allegro spiritoso, en Sol majeur, à , 69 mesures, 2 sections répétées 2 fois (mesures 1 à 31, mesures 32 à 69)
2. Andante, en Do majeur, à 
, 71 mesures, 2 sections répétées 2 fois (mesures 1 à 24, mesures 25 à 71)
3. Menuetto I et II, en Sol majeur (Menuetto II en Sol mineur), à 
, 44 + 20 mesures

Durée : environ 14 minutes.
Mozart a utilisé une mélodie du menuetto plus tard dans le mouvement lent de sa Sinfonía en Re mayor (KV 95(73n)).